# Orquesta típica

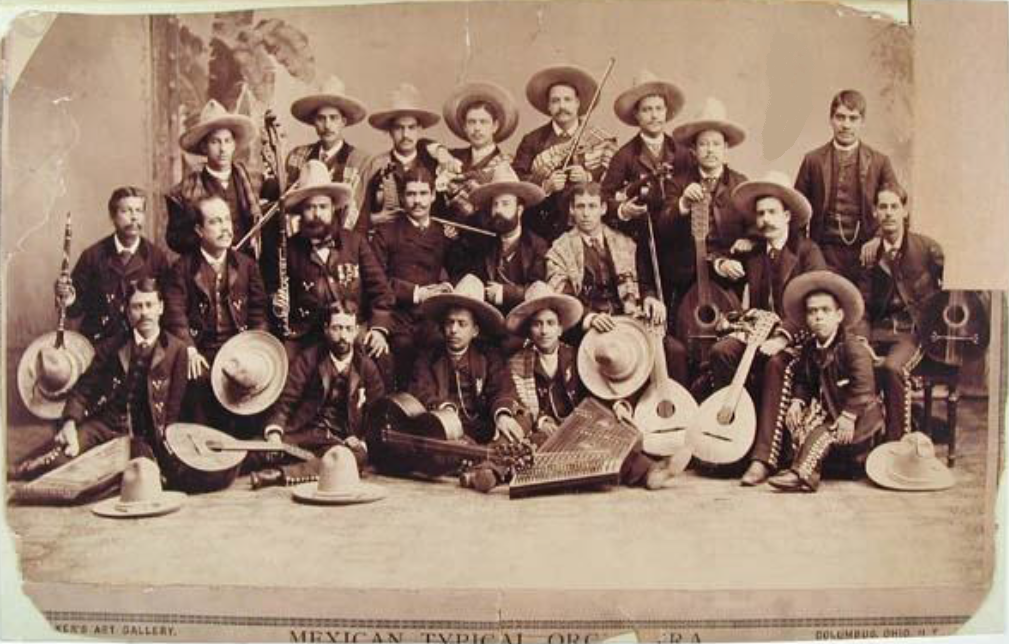
La Orquesta Típica Mexicana alrededor de 1885, hoy conocida como Orquesta Típica de la Ciudad de México

Se denomina como orquesta típica, en Latinoamérica, a una agrupación musical dedicada a la interpretación de música típica o folclórica de una región. El término se usa para designar agrupaciones de tamaño mediano (de 8 a 12 músicos). La Orquesta Típica de la Ciudad de México es el ensamble orquestal más antiguo de Latinoamérica, fundado en 1884. La denominación de orquesta típica se ha aplicado principalmente a orquestas de Cuba, Paraguay, Uruguay y Argentina.

## Cuba

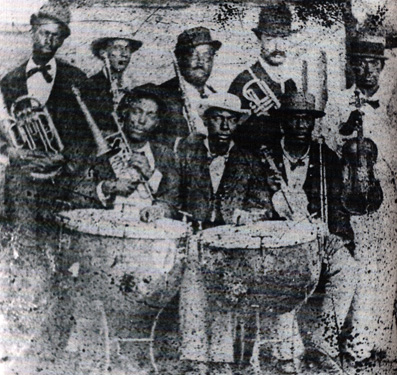
Flor de Cuba

En Cuba una típica es una banda o  conjunto compuesto mayormente de instrumentos de viento . Han existido desde mediados del siglo XIX hasta nuestros días. Una de esas primeras orquestas típicas, la Orquesta Flor de Cuba, tenía la siguiente formación: corneta, trombón, figle u ophicleide, 2 clarinetes, 2 violines, contrabajo, percusión y güíro. La típicas cubanas constituyeron la base de lo que sería, años más tarde, el formato de los conjuntos de salsa. Un formato básico para un conjunto de salsa puede ser 2 trompetas, trombón, contrabajo, piano, bongó, conga o timbales y güíro.

## Honduras
En Honduras, las orquestas típicas están conformadas por la caramba, marimba, guitarra, guitarrón, sacabuche, congas y batería.

## Argentina y Uruguay
En el caso argentino y uruguayo, el uso del término orquesta típica quedó ligado al tango.
El origen del término «orquesta típica criolla», se debe al bandoneonista, director y compositor Vicente Greco (1888-1924). Se utiliza en general, pero vale aclarar que se entiende por orquesta a aquella formación con dos o más violines o bandoneones. Habitualmente dichas orquestas están compuestas por los instrumentos propios del género que interpretan, siendo en el caso del tango el piano, bandoneones, violines, contrabajo, guitarra, flauta, viola y violonchelo.
Originalmente, los músicos debían «rodar», es decir ir de boliche en boliche.
A partir de la inclusión del tango en ámbitos sociales más destacados (originariamente se escuchaba en prostíbulos y suburbios), los músicos ya podían ser más sedentarios y no verse obligados a llevar sus instrumentos de aquí para allí e incluir por ejemplo el piano, que no es portátil.
Por esta época (principios de siglo pasado) el primer cuarteto queda conformado entonces por:
- Vicente Greco, bandoneón
- Francisco Canaro, violín
- Prudencio Aragón, piano
- Vicente Pecci, flauta

En 1924, el violinista, director y compositor Julio de Caro (1899-1980) forma su sexteto y marca el inicio de la llamada "Guardia Nueva del tango". Comenzó la proliferación de las orquestas dentro del tango, y un quiebre fundamental dentro de este género musical.
El tango ya no era interpretado "a la parrilla" (sin partituras ni arreglos musicales) sino con un lenguaje musical depurado que crece incesantemente en los años treinta, lleva al tango al esplendor en los años cuarenta y continúa hasta nuestros días, en donde la mayoría de las orquestas jóvenes conservan la forma y estilo de la orquesta típica.

### Orquestas típicas de Uruguay
- Francisco Canaro
- Juan Canaro
- Juan Cao
- Minotto Di Cicco
- Típica Jaurena
- Luis Caruso
- Rogelio Coll
- Roberto Cuenca
- J. A. Espíndola
- Panchito Maqueira
- Facu Bonari
- Don Horacio
- Hugo Di Carlo
- Romeo Gavioli
- Mouro y Maqueira
- Walter Méndez
- Puglia - Pedroso
- Donato Raciatti "Tipica Sondor"
- Miguel Villasboas
- Nelson Alberti "A lo Darienzo"
- Matos Rodríguez

### Orquestas típicas de Argentina
- Juan D´Arienzo
- Ángel D’Agostino
- Alfredo de Ángelis
- José Basso
- Miguel Caló
- Alfredo Gobbi
- Mariano Mores
- Francini-Pontier
- Carlos Figari
- Osmar Maderna
- Osvaldo Pugliese
- Carlos Di Sarli
- Héctor Stamponi
- Ricardo Tanturi
- Aníbal Troilo
- Héctor Varela
- Orquesta Típica Santiagueña
- Orquesta Típica Fernández Fierro
- Orquesta Típica Ciudad Baigón
- Horacio Salgán
- Osvaldo Fresedo

## Orquestas típicas contemporáneas
- Orquesta Típica de la Ciudad de México
- Orquesta Típica "Patagonia Tango"
- Orquesta Típica Misteriosa Buenos Aires
- Orquesta Típica Di Pasquale
- Orquesta Típica Santiagueña
- Orquesta Típica Fernández Fierro
- Orquesta Típica Ciudad Baigón
- Juan Pablo Gallardo Orquesta
- Orquesta Típica Juan Pablo Navarro
- Orquesta Típica Cambio de Frente
- Orquesta Típica La Vidú
- Orquesta Típica En Conserva
- Orquesta Utópica
- Septetoscopio
- El Afronte Archivado el 27 de octubre de 2020 en Wayback Machine.
- La Furca
- La Lunfarda Orquesta Típica
- La Modesta Orquesta Típica
- La Martino Orquesta Típica Archivado el 11 de agosto de 2017 en Wayback Machine.
- La Siniestra
- Rodolfo y su Típica RA7
- El Cachivache Quinteto
- El Despiole Tango
- China Cruel
- Los herederos del compás
- Quatrotango
- El Caburé
- Color Tango
- La Juan D'arienzo
- Tangoloco
- El Arranque
- Los Reyes del Tango
- Sans Souci
- Pablo Valle Sexteto
- Típica Messiez
- Orquesta Típica Daniel García Blanco (México)
- Orquesta Típica de la Casa de la Música Mexicana